# Michail Stepanowitsch Woronin

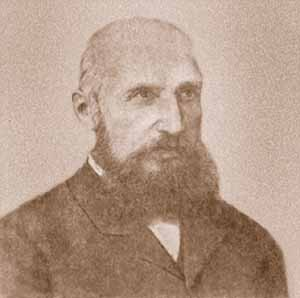
Michail Stepanowitsch Woronin

Michail Stepanowitsch Woronin (russisch Михаил Степанович Воронин, * 21. Juni 1838 in Sankt Petersburg; † 20. Februar 1903 ebenda) war ein russischer Botaniker. Sein offizielles botanisches Autorenkürzel lautet „Woronin“.

## Leben und Wirken
Der Spross einer reichen Kaufmannsfamilie wurde von Hauslehrern unterrichtet, darunter Nikolai Gawrilowitsch Tschernyschewski, der später als Dichter bekannt wurde. Woronin hatte eine besondere Begabung für Fremdsprachen, unter denen er Französisch, Deutsch und Englisch beherrschte.
Ab 1854 studierte er Naturwissenschaften und besonders Botanik an der Universität St. Petersburg, wo Lew Semjonowitsch Zenkowski sein Lehrer war. Er beschäftigte sich in St. Petersburg vor allem mit höheren Pflanzen und Pilzen. Anschließend studierte er an der Universität Heidelberg und auf Empfehlung von Zenkowski bei Anton de Bary an der Universität Freiburg. In Freiburg beschäftigte er sich mit anatomischen Fragen an Calycanthus, worüber er 1860 in seiner ersten Publikation in der „Botanischen Zeitung“ berichtete.
1860 wechselte er nach Antibes, wo er im Labor des Algologen Gustave Adolphe Thuret über die im Mittelmeer vorkommende Alge Acetabularia forschte. Sein Interesse galt dabei der Ontogenese dieser Algenart, über die er auch seine Magisterarbeit mit dem Titel Investigations of sea algae schrieb. 1861 verteidigte er seine Dissertation an der Universität St. Petersburg erfolgreich.
Bereits bei seinem ersten Aufenthalt in Freiburg beschäftigte sich Woronin neben seiner Arbeit an Calycanthus auch mit der Pilzgattung Monilia. Nachdem er mit den Mitteln seiner Familie ein Privatlabor eröffnen konnte, wandte er sich wieder der Erforschung dieser Pilze zu. Da er mit seinen Forschungen nur bedingt weiter kam, wandte er sich an de Bary und kam 1863 wieder nach Freiburg, wo er sich mit der Entwicklung von Monilia wie auch mit der anderer Pilztaxa beschäftigte.
Wieder zurück in St. Petersburg, erforschte er die Wurzelanschwellungen von Lupinen, wobei er mit Hilfe von Dünnschnitten im Mikroskop entdeckte, dass diese mit Bakterien gefüllt sind, für die er die Bezeichnung Knöllchenbakterien prägte. Er konnte auch zeigen, dass die Wurzeln sowohl von Leguminosen als auch von Erlen mit den Bakterien infiziert werden konnten und sich erst dann die Knöllchen bilden. Dabei postulierte er auch, dass Bakterien und Pilze auch als Krankheitserreger an Pflanzen auftreten können. Weiter führte er die bekannten Veränderungen an Preiselbeer-Blättern auf die Infektion mit einem Pilz zurück, der Gemeinen Preiselbeer-Nacktbasidie (Exobasidium vaccinii) einer Art, die er erstmals beschrieb. Dieses Ergebnis stellt den Startpunkt zahlreicher weiterer Untersuchungen zur Phytopathologie von Pilzen dar.
1866 war Woronin wieder in Freiburg bei de Bary und arbeitete mit diesem zusammen an dem grundlegenden Werk zur Mykologie „Beiträge zur Morphologie und Physiologie der Pilze“, das in zahlreichen Bänden zwischen 1866 und 1882 erschienen ist. In Zusammenarbeit mit de Bary erforschte Woronin in Freiburg unter anderem Pilze aus verschiedenen Gruppen, so der Ordnung der Chytridiales oder an den Gattungen Ascobolus und Mucor.
Im Zeitraum um 1860 bis 1870 arbeitete Woronin wieder auf dem Gebiet der Phytopathologie. Dabei entdeckte er wichtige Gesetzmäßigkeiten bei Rostpilzen an der Sonnenblume sowie der Kohlhernie. Aufgrund seiner Entdeckungen empfahl er die Sonnenblume im Fruchtwechsel anzubauen.
Von 1869 bis 1870 war er Privatdozent für Mykologie an der Universität St. Petersburg und unterrichtete von 1873 bis 1875 an der neu gegründeten Zenskie medicinskie kursy in St. Petersburg Zytologie und Mykologie. Ab 1898 war er Leiter der Sektion für Botanik, Anatomie und Physiologie der Pflanzen der Russischen Akademie der Wissenschaften in St. Petersburg, deren korrespondierendes Mitglied er seit 1884 und deren ordentliches Mitglied er seit 1898 war.
Woronin ist der Begründer der in Fachkreisen bekannten Süßwasserbiologischen Station am Bologoje-See.

## Ehrungen
- 1874: Dr. h. c. Neurussische Universität Odessa
- Nach ihm benannt sind die Pilzgattungen Woronina Cornu, Woroninella Racib. und die Algengattung Woroninia Solms-Laubach (heute mit Vaucheria synonymisiert).[1]

## Schriften
- Über die bei der Schwarzerle (Alnus glutinosa) und bei der gewöhnlichen Gartenlupine (Lupinus mutabilis) auftretenden Wurzelanschwellungen. In: Mémoires de l'Academie Impériale des Sciences de St. Pétersbourg. VII Series, vol. X., 1866
- Beitrag zur Kenntnis der Vaucherien. In: Botanische Zeitung 27. Jg. 1869, Nr. 9 vom 26. Februar 1869, Sp. 137–144 und Nr. 10 vom 5. März 1869, Sp. 153–160
- Sclerotinia heteroica. In: Zeitschrift für Pflanzenkrankheiten. 6: 129-140, 199-207, 1896 (mit S. Nawaschin)
- Über die Sclerotienkrankheit der Vaccinieen-beeren. Entwickelungsgeschichte der diese Krankheit verursachenden Sclerotinien. In: Memoires de L´Académie Impériale des Sciences de St.-Pétersbourg, VII série, 36 (6): 1-49, 1888
- Die Sclerotienkrankheit der gemeinen Traubenkirsche und der Eberesche. (Sclerotinia padi und Sclerotinia aucupariae). In: Memoires de L´Académie Impériale des Sciences de St.-Pétersbourg. VIII série, 2 (1): 1-27, 1895
- Über Sclerotinia cinerea und Sclerotinia fructigena. In: Memoires de L´Académie Impériale des Sciences de St.-Pétersbourg.  VIII série, 10 (5): 1-38, 1900

- Ausführliche Literaturliste s. Russische Wikipedia